# José Tamayo Herrera
José Armando Tamayo Herrera (Cusco, 5 de diciembre de 1936) es un historiador, escritor y profesor universitario peruano. En el campo de la investigación histórica, ha desarrollado la historia regional, de las ideas y del arte, aplicando novedosos métodos y análisis. Ha sido dos veces director de la Biblioteca Nacional del Perú.

## Biografía
Hijo del senador y hacendado Francisco Tamayo Pacheco y de Estela Herrera Arteta. Cursó sus estudios escolares en el Colegio La Salle de su ciudad natal. En 1955 ingresó a la Universidad Nacional San Antonio Abad, donde se recibió de abogado y se graduó de doctor en Letras (1964). 
Siguió cursos de postgrado en la Universidad Nacional Autónoma de México (1960) y en la Universidad de Indiana, Bloomington (1961). De regreso a su ciudad natal, fue elegido presidente de la Federación Universitaria del Cuzco (1961-1962). 
En 1964, empezó a ejercer la docencia universitaria en su alma mater, como catedrático de Historia de las Ideas Filosóficas (1964-1973) y director del Programa Académico de Letras y Ciencias Humanas (1969-1970). 
Instalado en Lima, ejerció como profesor en la Universidad Inca Garcilaso de la Vega (1972, 1977-1980) y en la Universidad de Lima, donde fue director de la Escuela de Historia (1992-1994). 
Ha sido director de la Biblioteca Nacional del Perú en dos oportunidades (1981-1983, 1990-1991). Es también miembro activo de la Sociedad Geográfica de Lima, desde 1978. Fue incorporado a la Academia Nacional de la Historia en el 2010.

## Condecoraciones
- Medalla de oro de la municipalidad de Cusco (1987)
- Medalla de oro de la municipalidad de Puno (1988).

## Publicaciones
- Fenomenología de la creación poética (1963)
- La Filosofía, extraña ciencia desconocida (1964)
- Esbozo para una historia de las ideas en el Cuzco (1972)
- Historia social del Cuzco republicano (1978, 1982). Una tercera edición se publicó en 2010, con un nuevo título: Historia Regional del Cuzco Republicano-Un libro de síntesis (1808-1980)
- Historia del indigenismo cuzqueño, siglos XVI-XX (1980)
- Las voces de la ausencia (1981), poemas.
- El pensamiento indigenista (1981)
- Historia social e indigenismo en el Altiplano (1982)
- Nuevo compendio de Historia del Perú (1985, seguida de otras ediciones, siendo la última la de 2011).
- La Sierra y Amauta, similitudes y diferencias (1987)
- Regionalización e identidad nacional (1988)
- El Cuzco del Oncenio (1988)
- Breve historia de un historiador, un ensayo de ego historia (1989)
- Cómo hacer la tesis en Derecho (1989)
- Historia general del Cuzco (3 volúmenes, 1992)
- Ecuador, el vecino conflictivo (1995), compilación.
- La muerte en Lima (1996)
- Franz Tamayo y César Vallejo, poetas boliviano y peruano. Con una antología de sus versos (1996)
- Liberalismo, indigenismo y violencia en los países andinos (1999).
- El enigma de Machupicchu (2011)